# Torebka (embriologia)
Torebka (łac. theca) – osłona występująca na powierzchni pęcherzyka jajnikowego, złożona z komórek fibroblastycznych, pochodzących z warstwy rdzennej jajnika.
Powstaje w czasie dalszego rozwoju pęcherzyka pierwotnego.
W czasie wzrostu pęcherzyka Graafa osłona różnicuje się na łącznotkankową część zewnętrzną (theca externa) i dobrze unaczynioną część wewnętrzną (theca interna).